# Кроук Парк
«Кро́ук Парк» (англ. Croke Park, ирл. Páirc an Chrócaigh) — стадион в Дублине для проведения матчей по национальным ирландским видам спорта — гэльскому футболу и хёрлингу. Является крупнейшим стадионом Ирландии и третьим по вместимости стадионом Европы (крупнейший стадион, на котором не проводятся футбольные матчи).

## История

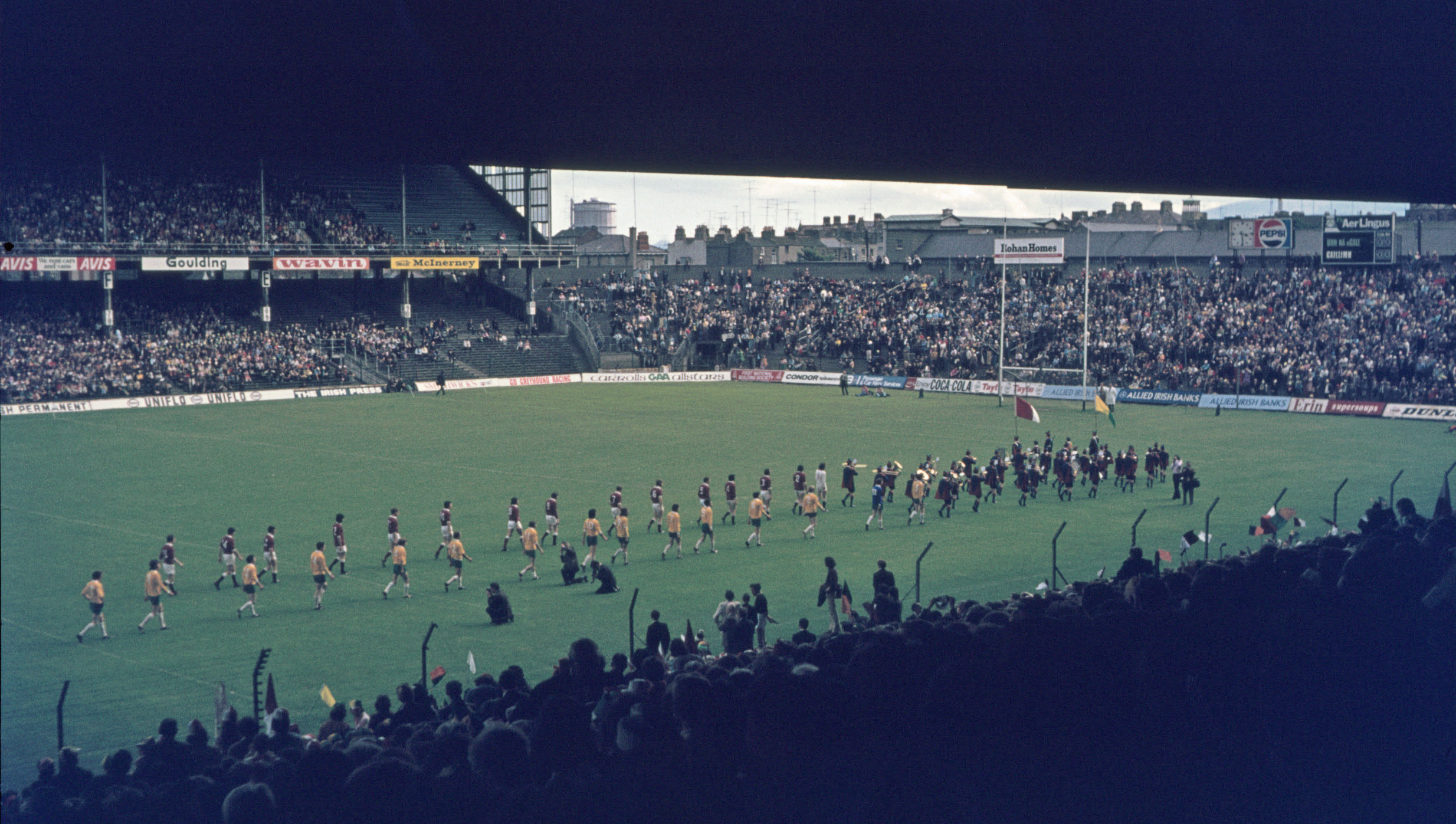
«Кроук Парк» в 1974 году

Построен в 1884 году, последней масштабной реконструкции подвергся в 2004 году. До недавнего времени стадион как спортивное сооружение использовался для проведения исключительно «гэльских игр», однако на время возведения стадиона «Авива», строившегося взамен «Лэнсдаун Роуд», являлся домашней ареной сборных Ирландии по регби и футболу.
На стадионе располагается штаб-квартира Гаэльской атлетической ассоциации (ГАА) — крупнейшей спортивной ассоциации Ирландии. Вмещает 82 300 зрителей, и являлся крупнейшим стадионом в розыгрышах Кубка шести наций по регби с 2007 по 2010 годы. Со 2 мая 2009 года по 31 марта 2012 удерживал рекорд по количеству болельщиков, присутствовавших на клубном матче по регби — полуфинальный матч Кубка Хайнекен между клубами Ленстер и Манстер посетило 82 208 человек. 31 марта 2012 на стадионе Уэмбли игра чемпионата Англии между «Сарасенз» и «Харлекуинс» собрала 83 761 болельщика.
Матчи по регби и футболу стали проводиться на Кроук Парке относительно недавно, по причине запрета ГАА — одно из правил ассоциации запрещало использовать площадки, подконтрольные ассоциации, для игр не ирландского, и прежде всего английского происхождения: регби, футбола и крикета, согласно же другому правилу любой член ассоциации, играющий в нетрадиционные ирландские игры или хотя бы посещающий эти матчи, исключался из организации. Связано это с дискриминационной политикой, проводимой Британской империей в отношении ирландцев и ирландских традиций в XIX веке, когда Ирландия стала частью империи, а также кровавыми событиями, произошедшими на стадионе в 1920 году. 21 ноября 1920 года в результате терактов, проведённых бойцами ИРА, были убиты 11 сотрудников британских органов власти. В ответ британская полиция расстреляла толпу болельщиков на Кроук Парке во время проведения матча по гэльскому футболу между командами Дублина и Типперэри — погибло 13 зрителей и капитан команды Типперэри Майкл Хоган. В 1924 на стадионе была построена новая трибуна, названная посмертно в честь Майкла Хогана.
В 2005 году правила были существенно смягчены, и на Кроук Парке временно было разрешено проведение матчей некоторых нетрадиционных ирландских игр — в связи с тем, что главный футбольный и регбийный стадион Ирландии «Лэнсдаун Роуд» подлежал сносу, а на его месте готовились построить «Авива-Стэдиум». Первым таким матчем для стадиона стала домашняя игра сборной Ирландии по регби против сборной Франции в рамках Кубка Шести Наций. Спустя две недели на Кроук Парк состоялся матч между Ирландией и Англией. Матч завершился со счётом 43-13 в пользу ирландцев, эта победа стала крупнейшей в истории противостояния сборных в данном виде спорта. 24 марта 2007 года на Кроук Парке прошёл первый матч по соккеру — между сборными Ирландии и Уэльса, который завершился со счётом 1:0 в пользу хозяев — на матче присутствовало 72 500 зрителей.
Арена довольно часто используется в качестве концертной площадки, в различное время на стадионе проводили свои концерты группы U2, Westlife, Take That, Simple Minds, певицы Тина Тёрнер и Селин Дион и другие исполнители.